# Halecium scalariformis
Halecium scalariformis is een hydroïdpoliep uit de familie Haleciidae. De poliep komt uit het geslacht Halecium. Halecium scalariformis werd in 1929 voor het eerst wetenschappelijk beschreven door Billard. 